# Diane Baker
Diane Carol Baker (ur. 25 lutego 1938 w Los Angeles) – amerykańska aktorka. Nominowana do nagrody Złotego Globu za rolę Emily Stratman w filmie Nagroda z 1963 roku.

## Filmografia

### Filmy
- 1959 Pamiętnik Anny Frank jako Margot Frank
- 1962 300 spartan jako Ellas
- 1963 Nagroda jako Emily Stratman
- 1963 Stolen Hours jako Ellen
- 1964 Strait-Jacket jako Carol Harbin
- 1964 Marnie jako Lil Mainwaring
- 1965 Miraż jako Shela
- 1968 The Horse in the Gray Flannel Suit jako Suzie Clemens
- 1969 Na wschód od Jawy jako Laura
- 1991 Milczenie owiec jako senator Ruth Martin
- 1993 Klub szczęścia jako pani Jordan, matka Teda
- 1995 System jako pani Bennett
- 1996 Telemaniak jako pani Kovacs
- 2003 Koncert dla Irwinga jako najwyższy obrońca

### Seriale
- 1963–1967 The Fugitive jako Jean Carlisle (gościnnie)
- 1966–1973  Mission: Impossible jako Francesca (gościnnie)
- 1968–1971 Columbo jako Joanna Clay
- 1984 Kariera Emmy Harte jako Laura O’Neill
- 1998 Pomoc domowa jako Roberta
- 2004–2012 Dr House jako Blythe House

## Nagrody
- Złoty Glob Najlepsza aktorka drugoplanowa: 1964 Nagroda